# Хирц-Маульсбах
Хирц-Маульсбах (нем. Hirz-Maulsbach) — община в Германии, в земле Рейнланд-Пфальц. 
Входит в состав района Альтенкирхен-Вестервальд. Подчиняется управлению Альтенкирхен.  Население составляет 304 человека (на 31 декабря 2010 года). Занимает площадь 6,14 км².